# Кабинет трёх графов
Кабинет трёх графов, также известный как Три беды или Тройная беда из-за первых букв их имён, был кругом фаворитов короля Пруссии Фридриха I, состоявший из придворного маршала Августа Давида цу Сайн-Витгенштейна, фельдмаршала Александра Германа фон Вартенслебена и Иоганна Казимира Кольбе, которые, оказали решающее влияние на прусскую политику с 1702 по 1710 год.

## История
После свержения обер-президента Эберхарда фон Данкельмана в конце 1697 года усилилось влияние находившегося на государственной службе Бранденбурга с 1688 года Иоганна Казимира Кольбе. При коронации Фридриха I и в государственных делах он был ближе всех из советников, всячески поощрял стремление Фридриха III стать королем, тем самым приобретая наибольшее влияние на государственные дела. После коронации он получил титул имперского графа и был назначен премьер-министром в 1702 году.
Фридрих доверял ему во всех делах и был рад избавиться от строгого режима Данкельмана. После того, как Вартенберг постепенно устранил своих конкурентов при дворе, он занял важные придворные должности через своих соратников. У него был пост Реального тайного совета, занимаемый преданным ему фельдмаршалом фон Вартенслебеном, который также был штатгальтером Берлина. Граф фон Витгенштейн получил финансовые и камерные дела.
Работе Вартенберга благоприятствовало накопление должностей, что позволяло ему меняться ими и править по своему усмотрению. Помимо поста премьер-министра и главы Главного экономического управления, он также был маршалом королевства Пруссия, протектором Королевских академий, канцлером ордена Чёрного орла, главным конюхом, суперинтендантом Королевских замков, главным капитаном все казначейские конторы и генеральный почтмейстер.
Пруссия была полностью разграблена. Частью политики Вартенберга было создание новых, лишних чинов. Чтобы удовлетворить потребность Фридриха в пышности, он постоянно изобретал новые налоги, которые ложились тяжелым бременем на страну и её жителей. В дополнение к традиционному взносу ввели налог на имущество, акциз, налог на потребление. Кроме того, существовали специальные налоги, например подушный налог. Чтобы потреблять чай, кофе или какао, нужно было купить разрешение, которое стоило два рейхсталера
в год. Затем последовали налог на парик, шляпу, обувь, чулки и налог на перевозку. Незамужние женщины (в возрасте от 20 до 40 лет, согласно некоторым источникам) должны были платить девичий налог в размере 2 гроша в месяц за свою девственность. Наконец, потребление соли также облагалось налогом, что особенно ударило по бедным.
Только когда чума и голод поразили Прусское королевство в катастрофических масштабах в 1709 году, Фридрих I после публикации доклада Тайной судебной палаты и Комиссии домена о положении в стране отказался от кабинета трёх графов. Сначала он арестовал Витгенштейна, к падению которого привели мошенничество со страховкой от пожара и налог на соль. Начатый в 1711 году суд не был начат по велению короля. Вартенслебен остался жив, но был лишен власти. Он был единственным из трёх, кто также пользовался благосклонностью будущего короля Фридриха Вильгельма I, который радикально порвал с режимом своего отца.